# Mèo đốm Oncilla
Mèo đốm Oncilla (danh pháp hai phần: Leopardus tigrinus), là một loài động vật thuộc họ Mèo được tìm thấy trong các rừng mưa nhiệt đới Trung và Nam Mỹ. Nó là một họ hàng gần của ocelot và margay, và có bộ lông màu vàng nâu phong phú, phát hiện với đốm màu đen. Oncilla là một động vật sống về đêm săn động vật gặm nhấm và các loài chim.
Oncilla giống như margay và ocelot, nhưng nhỏ hơn, với thân hình mảnh mai và mõm hẹp. Nó có chiều dài từ 38 đến 59 cm, cộng với chiều dài đuôi 20 đến 42 cm. Trong khi các kích thước này là hơi dài hơn so với mèo nhà trung bình, mèo đốm oncilla nhìn chung là nhẹ hơn, trọng lượng 1,5 đến 3 kg.
Lông dày và mềm, màu sắc khác nhau, từ màu nâu đến màu vàng nâu tối, với nhiều đốm đen trên lưng và hai bên sườn. Dưới là nhạt với những đốm đen và đuôi được bao quanh. 

## Hình ảnh

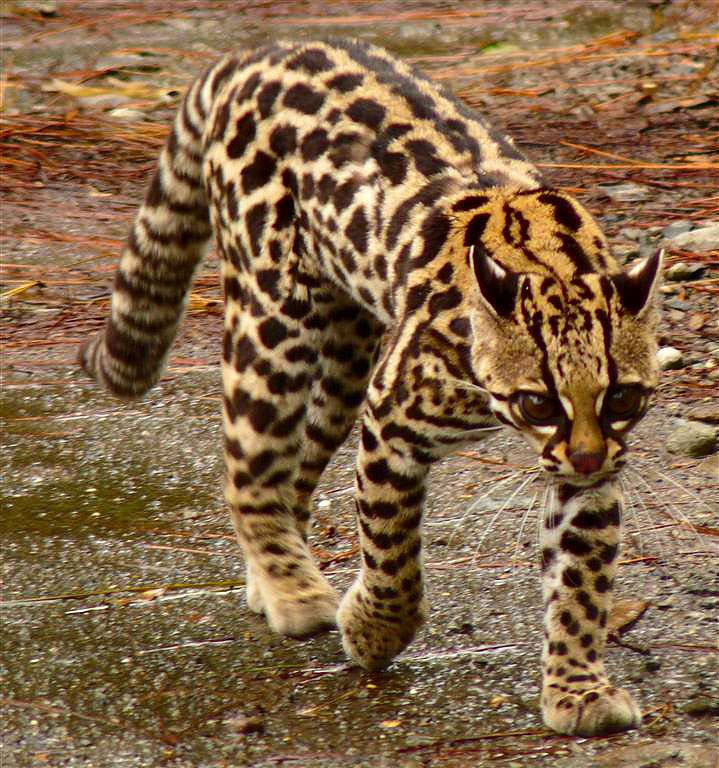
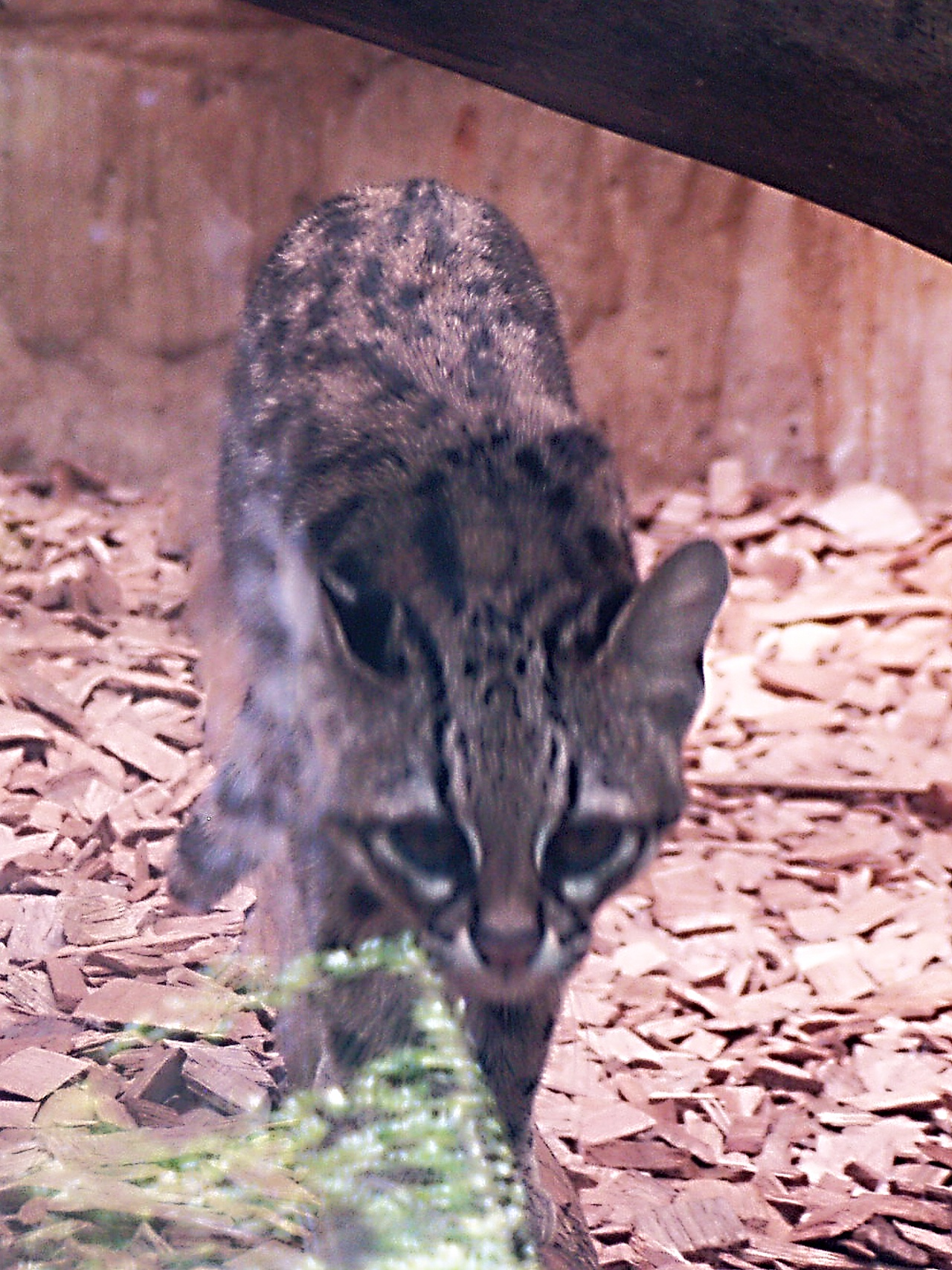
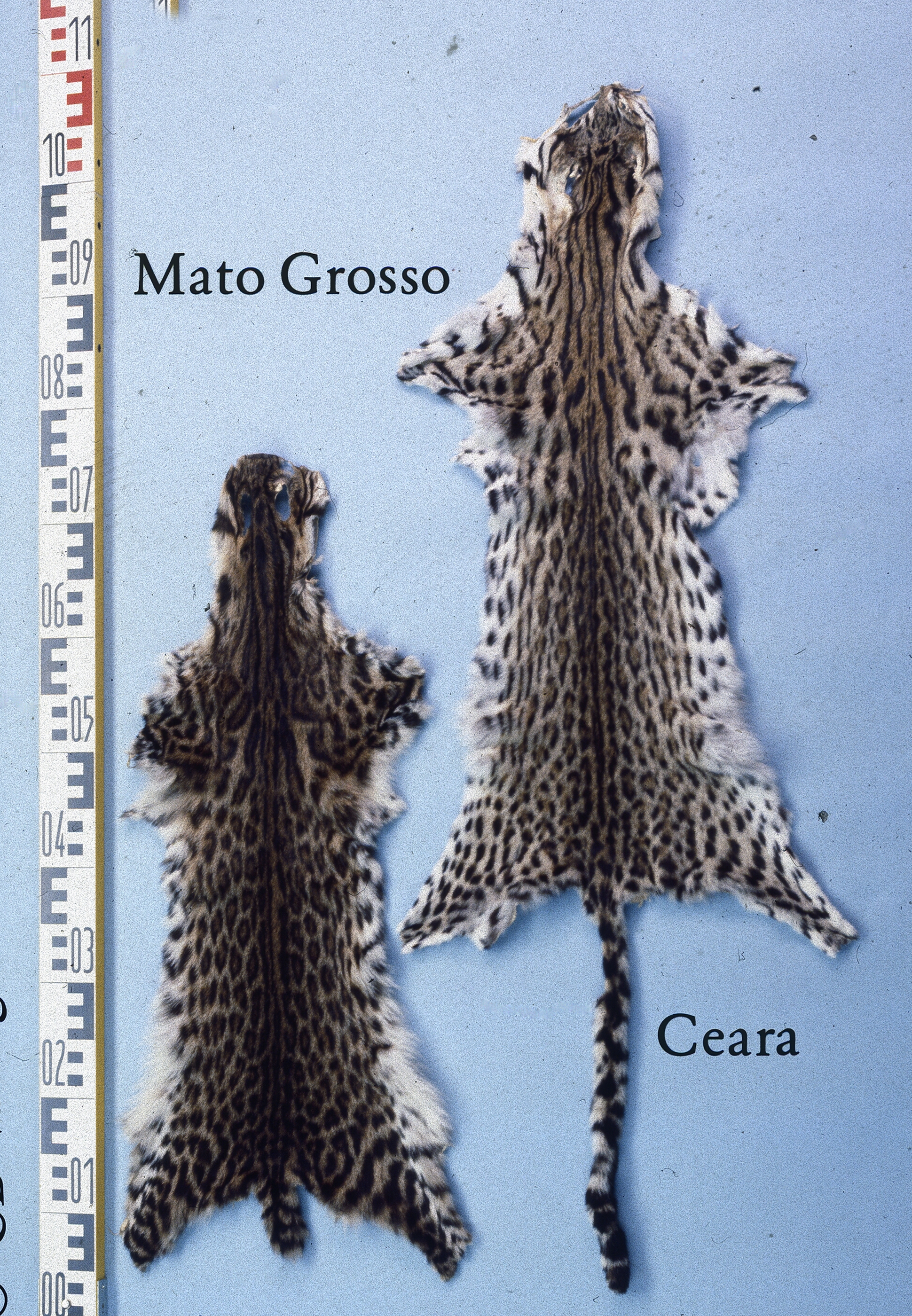